# Dresdner Bank (Heilbronn)

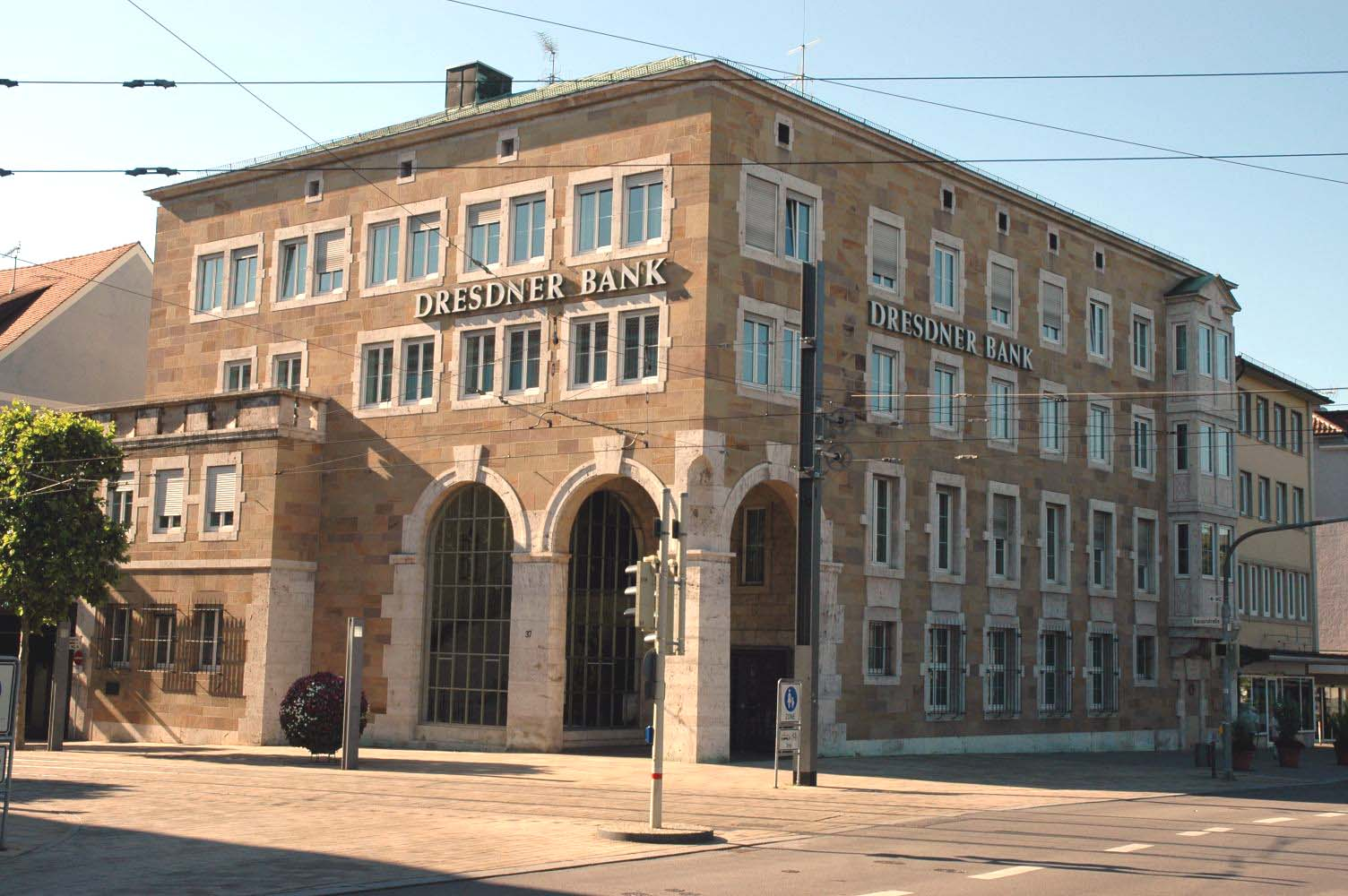
Dresdner Bank in Heilbronn (Juni 2006)

Das Gebäude der Dresdner Bank in Heilbronn in der Kaiserstraße 37 an der Ecke zur Allee wurde 1952 bis 1955 von Paul Schmitthenner erbaut und steht „als wichtiges Dokument der Wiederaufnahme des für die Stuttgarter Schule typischen barockisierenden Heimatstils aus der Vorkriegszeit“ unter Denkmalschutz.

## Geschichte
Die Dresdner Bank steht bezüglich ihrer langen Tradition an zweiter Stelle der ältesten Heilbronner Bankhäuser und geht auf das Bankgeschäft Max Gumbel-Kiefe zurück, 1860 von den Gebrüdern Isaak und Max Gumbel gegründet, wobei Max mit Lina Kiefe verheiratet war. Später teilte sich das Geschäft in Isaac Gumbel und Gumbel-Kiefe auf. 1918 wurde der Zweig des Gumbel-Kiefeschen Bankunternehmens von der Darmstädter Bank übernommen.
Das Grundstück an der Ecke Kaiserstraße/Allee gehörte vor dem Zweiten Weltkrieg noch der Handels- und Gewerbebank, die nach dem Krieg und der totalen Zerstörung der Heilbronner Innenstadt beim Luftangriff vom 4. Dezember 1944 einen Neubau auf der gegenüberliegenden Seite der Kaiserstraße errichtete.
Das Gebäude an der nordöstlichen Ecke Kaiserstraße/Allee wurde ab 1952 im Zuge des Wiederaufbaus vom Stuttgarter Architekturlehrer Paul Schmitthenner für die damalige Rhein-Main-Bank erbaut. Das Richtfest wurde am 6. April 1955 begangen, am 17. August 1955 konnte die Einweihung gefeiert werden. Anlässlich der Einweihung stiftete die Rhein-Main-Bank für den Wiederaufbau der Kilianskirche und die städtischen Krankenanstalten jeweils 6000 DM.
Die Rhein-Main-Bank ging 1957 an die neugegründete Dresdner Bank über, diese 2009 an die Commerzbank.

## Gebäudebeschreibung
Das Gebäude wurde als vierstöckiger kubischer Block angelegt, der das östliche Ende Kaiserstraße wirkungsvoll betont und ein elegantes Entrée in die Kaiserstraße darstellt. Ein imposanter dreistöckiger Erkervorbau auf der Allee-Seite und ein niedriger Anbau an der Kaiserstraße lösen das äußere Erscheinungsbild des markanten geschlossenen Kubus auf. Markiert werden sowohl die Zwillingsfenster in den Obergeschossen als auch die hohen Rundbogenportale im Erdgeschoss, die an römische Bauten der Antike erinnern, durch weißen Kalkstein und Granit.
Das Gebäude ist ein markantes Beispiel für die künstlerisch-klassische Tradition des Heimat(schutz)stils, der eine handwerklich-solide Verarbeitung mit einheimischen Materialien wie dem Heilbronner Schilfsandstein und dem weißen Heilbronner Muschelkalkstein bevorzugte. Die Architektur war während der Bauzeit umstritten. Hans Franke kritisierte den Neubau im Juni 1955 im Neckar-Echo.
An der Kreuzung Kaiserstraße/Allee gelegen, bildet das Gebäude der Dresdner Bank mit dem an der Kaiserstraße gegenüberliegenden und auch aus den 1950er Jahren stammenden Gebäude der Handels- und Gewerbebank sowie dem auf der gegenüberliegenden Allee-Seite befindlichen 2013 erweiterten modernen Gebäude der Commerzbank ein den zentralen Verkehrsschnittpunkt der Innenstadt prägendes Ensemble aus drei Bankhäusern.